# Canal Mississippi River – Gulf Outlet
Le canal Mississippi River – Gulf Outlet (MRGO) est un canal qui relie le Mississippi à La Nouvelle-Orléans au golfe du Mexique. Il mesure 122 km de long. Il a été construit par le corps du génie de l'armée des États-Unis.

## Histoire
Le canal Mississippi River - Gulf Outlet (ou MRGO) a été construit au milieu du XXe siècle par le Corps du génie de l'armée des États-Unis. Il relie le Gulf Intracoastal Waterway et l'Industrial Canal.
En 2005, l'ouragan Katrina a mis à mal l'ouvrage par les ruptures des digues anti-marées qui se sont créées sur de nombreuses levées. Les réparations et le renforcement des digues et levées durèrent plusieurs années, avec la construction de barrière contre les inondations entre 2007 et 2009, notamment le long du bayou Bienvenue et du lac Borgne. Néanmoins, depuis cette catastrophe naturelle, ce canal est fermé à la navigation commerciale.

## Géographie

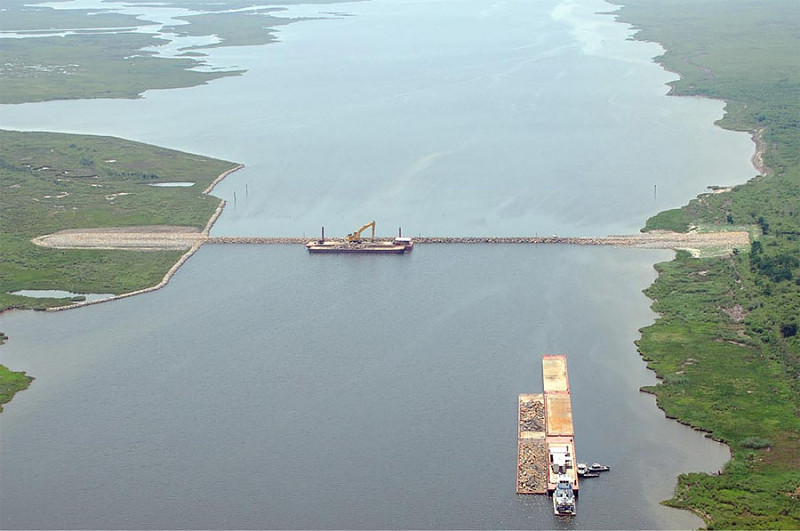
Fermeture temporaire du canal après le cyclone Katrina, en 2009

Le canal Mississippi River - Gulf Outlet commence au niveau de l'autoroute Interstate 510, coupe le Gulf Intracoastal Waterway et traverse la paroisse de Saint-Bernard dans la partie orientale de l'Aire métropolitaine de La Nouvelle-Orléans. Le canal finit son parcours dans le lac Borgne.